# 錢履和
錢履和（1791年6月24日—1849年2月12日），字勱生，雲南省昆明縣人，嘉慶二十一年（1816年）優貢、二十四年己卯科（1819年）舉人。歷署新都縣知縣。道光十八年（1838年）任順慶府鄰水縣知縣。道光十八年閏四月補四川安岳縣知縣。道光二十五年五月加同知銜，卒于道光二十九年正月二十日巳時，享年五十九岁。